# واين غراي
واين غراي (بالإنجليزية: Wayne Gray)‏ (7 نوفمبر 1980 بلندن في المملكة المتحدة - ) هو لاعب كرة قدم بريطاني في مركز الهجوم. لعب مع برايتون أند هوف ألبيون وبورت فايل وسويندون تاون وكامبريدج يونايتد ونادي ساوثيند يونايتد ونادي ليتون أورينت ويوفل تاون ونادي وكينغ ونادي ويمبلدون ونادي تشيلمسفورد وكارشالتون أثلتيك وهورنتشورتش وغرايز أتلاتيك ‏.

## وصلات خارجية
- واين غراي على موقع قاعدة بيانات كرة القدم.إي يو (الإنجليزية)
- واين غراي على موقع Soccerbase.com (لاعب) (الإنجليزية)
- واين غراي على موقع Soccerway.com (الإنجليزية)
- واين غراي على موقع عالم كرة القدم.نت (الإنجليزية)